# Moraea
Ne doit pas être confondu avec Moraes ou Mores.
Genre
Moraea est un genre de plantes de la famille des Iridacées endémiques à l'Afrique du Sud.

## Description
Plantes herbacées mesurant entre 20 et 40 cm de hauteur, issues de rhizomes souterrains, produisant une longue tige élancée entourée de quelques feuilles longues et étroites, parfois torsadées (M. tortilis). Les fleurs poussent à l'extrémité de la tige, elles sont constituées de 3 sépales et de 3 pétales. Les fleurs sont généralement bleues, violettes, jaunes ou blanches souvent marquées de motifs complexes.

## Culture
Il est important de connaître précisément les périodes de repos et de végétation de l'espèce concernée car les différences de culture sont très marquées d'une période à l'autre. Dans tous les cas, ce sont des plantes de climat méditerranéen qui résistent dans les meilleures conditions à des températures de -−5°c. Durant la période de végétation, elles doivent être plantées dans un sol sablonneux, en plein soleil avec des arrosages copieux, bien qu'il faille laisser le sol sécher entre deux. Pendant la période de repos, les plantes de ce genre pour la plupart ne subissent aucune pluie dans leur milieu d'origine, de ce fait il est mieux de déterrer les rhizomes ou au moins rentrer les pots dans un abri, frais et surtout très sec.

## Usages alimentaires
Certaines espèces au moins sont soupçonnées de toxicité, toxicité se manifestant par des cardiomyopathies chez les herbivores (bovins notamment), mais l'ethnobotaniste François Couplan signalait en 2009 que les « cormes » de Gynandriris sisyrinchium (= Moraea sisyrinchium = Iris sisyrinchium), espèce localement cultivée en zones méditerranéenne et en Asie de l'ouest, y compris parfois au potager (en Angleterre notamment où le bulbe est utilisé comme épice).

## Liste des espèces
Selon Catalogue of Life (24 juillet 2017) :
- Moraea afro-orientalis Goldblatt
- Moraea albicuspa Goldblatt
- Moraea albiflora (G.J.Lewis) Goldblatt
- Moraea algoensis Goldblatt
- Moraea alpina Goldblatt
- Moraea alticola Goldblatt
- Moraea amabilis Diels
- Moraea amissa Goldblatt
- Moraea angolensis Goldblatt
- Moraea angulata Goldblatt
- Moraea angusta (Thunb.) Ker Gawl.
- Moraea anomala G.J.Lewis
- Moraea ardesiaca Goldblatt
- Moraea aristata (D.Delaroche) Asch. & Graebn.
- Moraea aspera Goldblatt
- Moraea atropunctata Goldblatt
- Moraea australis (Goldblatt) Goldblatt
- Moraea autumnalis (Goldblatt) Goldblatt
- Moraea balundana Goldblatt
- Moraea barkerae Goldblatt
- Moraea barnardiella Goldblatt
- Moraea barnardii L.Bolus
- Moraea bella Harms
- Moraea bellendenii (Sweet) N.E.Br.
- Moraea bifida (L.Bolus) Goldblatt
- Moraea bipartita L.Bolus
- Moraea bituminosa (L.f.) Ker Gawl.
- Moraea bolusii Baker
- Moraea bovonei Chiov.
- Moraea brachygyne (Schltr.) Goldblatt
- Moraea brevifolia Goldblatt
- Moraea brevistyla (Goldblatt) Goldblatt
- Moraea brevituba (Goldblatt) Goldblatt
- Moraea britteniae (L.Bolus) Goldblatt
- Moraea bubalina Goldblatt
- Moraea bulbillifera (G.J.Lewis) Goldblatt
- Moraea caeca Barnard ex Goldblatt
- Moraea calcicola Goldblatt
- Moraea callista Goldblatt
- Moraea cantharophila Goldblatt & J.C.Manning
- Moraea carnea Goldblatt
- Moraea carsonii Baker
- Moraea cedarmontana (Goldblatt) Goldblatt
- Moraea cedarmonticola Goldblatt
- Moraea ciliata (L.f.) Ker Gawl.
- Moraea citrina (G.J.Lewis) Goldblatt
- Moraea clavata R.C.Foster
- Moraea collina Thunb.
- Moraea comptonii (L.Bolus) Goldblatt
- Moraea contorta Goldblatt
- Moraea cookii (L.Bolus) Goldblatt
- Moraea cooperi Baker
- Moraea crispa Thunb.
- Moraea debilis Goldblatt
- Moraea deltoidea Goldblatt & J.C.Manning
- Moraea demissa Goldblatt
- Moraea deserticola Goldblatt
- Moraea dracomontana Goldblatt
- Moraea elegans Jacq.
- Moraea elliotii Baker
- Moraea elsiae Goldblatt
- Moraea exiliflora Goldblatt
- Moraea falcifolia Klatt
- Moraea fenestralis (Goldblatt & E.G.H.Oliv.) Goldblatt
- Moraea fenestrata (Goldblatt) Goldblatt
- Moraea fergusoniae L.Bolus
- Moraea fistulosa (Goldblatt) Goldblatt
- Moraea flaccida (Sweet) Steud.
- Moraea flavescens (Goldblatt) Goldblatt
- Moraea flexicaulis Goldblatt
- Moraea fragrans Goldblatt
- Moraea fugacissima (L.f.) Goldblatt
- Moraea fugax (D.Delaroche) Jacq.
- Moraea fuscomontana (Goldblatt) Goldblatt
- Moraea galaxia (L.f.) Goldblatt & J.C.Manning
- Moraea galpinii (Baker) N.E.Br.
- Moraea garipensis Goldblatt
- Moraea gawleri Spreng.
- Moraea gigandra L.Bolus
- Moraea gracilenta Goldblatt
- Moraea graminicola Oberm.
- Moraea graniticola Goldblatt
- Moraea herrei (L.Bolus) Goldblatt
- Moraea hesperantha (Goldblatt) Goldblatt
- Moraea hexaglottis Goldblatt
- Moraea hiemalis Goldblatt
- Moraea huttonii (Baker) Oberm.
- Moraea inclinata Goldblatt
- Moraea inconspicua Goldblatt
- Moraea incurva G.J.Lewis
- Moraea indecora Goldblatt
- Moraea insolens Goldblatt
- Moraea intermedia Goldblatt & J.C.Manning
- Moraea inyangani Goldblatt
- Moraea iringensis Goldblatt
- Moraea kamiesensis Goldblatt
- Moraea kamiesmontana (Goldblatt) Goldblatt
- Moraea karroica Goldblatt
- Moraea knersvlaktensis Goldblatt
- Moraea lewisiae (Goldblatt) Goldblatt
- Moraea lilacina Goldblatt & J.C.Manning
- Moraea linderi Goldblatt
- Moraea longiaristata Goldblatt
- Moraea longiflora Ker Gawl.
- Moraea longifolia (Jacq.) Pers.
- Moraea longipes Goldblatt & J.C.Manning
- Moraea longistyla (Goldblatt) Goldblatt
- Moraea loubseri Goldblatt
- Moraea louisabolusiae Goldblatt
- Moraea lugubris (Salisb.) Goldblatt
- Moraea lurida Ker Gawl.
- Moraea luteoalba (Goldblatt) Goldblatt
- Moraea macgregorii Goldblatt
- Moraea macrantha Baker
- Moraea macrocarpa Goldblatt
- Moraea macronyx G.J.Lewis
- Moraea margaretae Goldblatt
- Moraea marginata J.C.Manning & Goldblatt
- Moraea marionae N.E.Br.
- Moraea marlothii (L.Bolus) Goldblatt
- Moraea maximiliani (Schltr.) Goldblatt & J.C.Manning
- Moraea mediterranea Goldblatt
- Moraea melanops Goldblatt & J.C.Manning
- Moraea miniata Andrews
- Moraea minima Goldblatt
- Moraea minor Eckl.
- Moraea modesta Killick
- Moraea moggii N.E.Br.
- Moraea monticola Goldblatt
- Moraea muddii N.E.Br.
- Moraea namaquamontana Goldblatt
- Moraea namaquana (Goldblatt) Goldblatt
- Moraea namibensis Goldblatt
- Moraea nana (L.Bolus) Goldblatt & J.C.Manning
- Moraea natalensis Baker
- Moraea neglecta G.J.Lewis
- Moraea nubigena Goldblatt
- Moraea ochroleuca (Salisb.) Drapiez
- Moraea pallida (Baker) Goldblatt
- Moraea papilionacea (L.f.) Ker Gawl.
- Moraea patens (Goldblatt) Goldblatt
- Moraea pearsonii Goldblatt & J.C.Manning
- Moraea pendula (Goldblatt) Goldblatt
- Moraea pilifolia Goldblatt
- Moraea polyanthos L.f.
- Moraea polystachya (Thunb.) Ker Gawl.
- Moraea pritzeliana Diels
- Moraea pseudospicata Goldblatt
- Moraea pubiflora N.E.Br.
- Moraea punctata Baker
- Moraea pyrophila Goldblatt
- Moraea radians (Goldblatt) Goldblatt
- Moraea ramosissima (L.f.) Druce
- Moraea reflexa Goldblatt
- Moraea regalis Goldblatt & J.C.Manning
- Moraea reticulata Goldblatt
- Moraea rigidifolia Goldblatt
- Moraea riparia (Goldblatt) Goldblatt
- Moraea rivulicola Goldblatt & J.C.Manning
- Moraea robusta (Goldblatt) Goldblatt
- Moraea saxicola Goldblatt
- Moraea schimperi (Hochst.) Pic.Serm.
- Moraea schlechteri (L.Bolus) Goldblatt
- Moraea serpentina Baker
- Moraea serratostyla (Goldblatt) Goldblatt
- Moraea setifolia (L.f.) Druce
- Moraea simplex Goldblatt & J.C.Manning
- Moraea simulans Baker
- Moraea sisyrinchium (L.) Ker Gawl.
- Moraea spathulata (L.f.) Klatt
- Moraea speciosa (L.Bolus) Goldblatt
- Moraea stagnalis (Goldblatt) Goldblatt
- Moraea stricta Baker
- Moraea tanquana Goldblatt & J.C.Manning
- Moraea tanzanica Goldblatt
- Moraea textilis (Welw. ex Baker) Baker
- Moraea thomasiae Goldblatt
- Moraea thomsonii Baker
- Moraea tortilis Goldblatt
- Moraea tricolor Andrews
- Moraea tricuspidata (L.f.) G.J.Lewis
- Moraea trifida R.C.Foster
- Moraea tripetala (L.f.) Ker Gawl.
- Moraea tulbaghensis L.Bolus
- Moraea umbellata Thunb.
- Moraea unguiculata Ker Gawl.
- Moraea unibracteata Goldblatt
- Moraea unifoliata R.C.Foster
- Moraea upembana Goldblatt
- Moraea vallisavium Goldblatt
- Moraea vallisbelli (Goldblatt) Goldblatt
- Moraea variabilis (G.J.Lewis) Goldblatt
- Moraea vegeta L.
- Moraea venenata Dinter
- Moraea ventricosa Baker
- Moraea verdickii De Wild.
- Moraea verecunda Goldblatt
- Moraea versicolor (Salisb. ex Klatt) Goldblatt
- Moraea vespertina Goldblatt & J.C.Manning
- Moraea vigilans Goldblatt & J.C.Manning
- Moraea villosa (Ker Gawl.) Ker Gawl.
- Moraea virgata Jacq.
- Moraea viscaria (L.f.) Ker Gawl.
- Moraea vlokii Goldblatt
- Moraea vuvuzela Goldblatt & J.C.Manning
- Moraea worcesterensis Goldblatt